# Ashleigh Johnson
Pour les articles homonymes, voir Johnson.
Ashleigh Johnson est une joueuse américaine de water-polo née le 12 septembre 1994 à Miami. Avec l'équipe des États-Unis, elle a remporté la médaille d'or des tournois féminins aux Jeux olympiques d'été de 2016 à Rio de Janeiro et de 2020 à Tokyo.